# HMS Grafton (H89)
O HMS Grafton foi um contratorpedeiro operado pela Marinha Real Britânica e a quinta embarcação da Classe G. Sua construção começou em agosto de 1934 na John I. Thornycroft & Company e foi lançado ao mar em setembro de 1935, sendo comissionado na frota britânica em março do ano seguinte. Era armado com uma bateria principal composta por quatro canhões de 120 milímetros e oito tubos de torpedo de 533 milímetros, tinha um deslocamento carregado de quase duas mil toneladas e alcançava uma velocidade máxima de 36 nós (67 quilômetros por hora).
O Grafton passou a maior parte de seu serviço em tempos de paz no Mar Mediterrâneo, realizando patrulhas de neutralidade durante a Guerra Civil Espanhola entre 1936 e 1939. A Segunda Guerra Mundial começou em setembro de 1939 e o navio foi transferido de volta para casa no mês seguinte e inicialmente colocado na escolta de comboios e patrulhas. Ele escoltou comboios durante a Campanha da Noruega em abril e no mês seguinte ajudou a evacuar tropas de Dunquerque, porém foi afundado em 29 de maio após ser torpedeado pelo submarino U-62.

## Características
O Grafton tinha 98,5 metros de comprimento de fora a fora, boca de 10,1 metros e calado de 3,8 metros. Tinha um deslocamento padrão de 1 370 toneladas e um deslocamento carregado de 1 913 toneladas. Seu sistema de propulsão tinha três caldeiras de tubos d'água Admiralty que alimentavam duas turbinas a vapor Parsons; a potência indicada era de 34 mil cavalos-vapor para uma velocidade máxima de 36 nós (67 quilômetros por hora). Podia carregar até 480 toneladas de óleo combustível para uma autonomia de 5 530 milhas náuticas (10 240 quilômetros) a quinze nós (28 quilômetros por hora). A tripulação em tempos de paz tinha 137 oficiais e marinheiros, mas aumentou para 146 na guerra.
O armamento principal consistia em quatro canhões Marco IX calibre 45 de 120 milímetros instalados em quatro montagens únicas. A defesa antiaérea era composta por oito metralhadoras Vickers Marco III de 12,7 milímetros em duas montagens quádruplas. Também era equipado com oito tubos de torpedo de 533 milímetros montados em dois lançadores quádruplos. Tinha um trilho de cargas de profundidade e dois lançadores. Originalmente carregava vinte cargas em tempos de paz, mas este número cresceu para 35 pouco depois do início da Segunda Guerra Mundial.

## Serviço
O Grafton foi encomendado em 5 de março de 1934 dos estaleiros da John I. Thornycroft & Company em Southampton, parte do Programa de Construção de 1933. Seu batimento de quilha ocorreu em 30 de agosto de 1934 e foi lançado ao mar em 18 de setembro de 1935. Foi finalizado em 20 de março de 1936 ao custo de 248 785 libras esterlinas, excluindo equipamentos fornecidos pelo governo como o armamento. Serviu brevemente na 20ª Flotilha de Contratorpedeiros, mas logo foi designado para a 1ª Flotilha de Contratorpedeiros da Frota do Mediterrâneo. Entre 10 de agosto e 9 de setembro de 1936 escoltou o iate Nahlin junto com seu irmão HMS Glowworm enquanto o rei Eduardo VIII viajava pelo Mar Mediterrâneo. Depois disso fez patrulhas na Espanha durante a Guerra Civil Espanhola fazendo cumprir os éditos do Comitê de Não Intervenção. Ele estava passando por manutenção em Malta quando a Segunda Guerra Mundial começou em setembro de 1939.
O contratorpedeiro e seus irmãos Glowworm, HMS Gallant e HMS Greyhound foram transferidos em outubro para o Comando das Aproximações Ocidentais em Plymouth. O Grafton foi transferido no final do mês seguinte para a 22ª Flotilha de Contratorpedeiros em Harwich para o Comando de Nore a fim de realizar patrulhas e escoltas. Foi transferido de volta para a reestabelecida 1ª Flotilha de Contratorpedeiros em 10 de janeiro de 1940, também baseado em Harwich, onde o navio inspecionou embarcações navegando entre portos alemães e holandeses à procura de contrabandos. Passou por uma breve manutenção nos estaleiros da Brigham and Cowan em Kingston upon Hull de 26 de março a 14 de abril. A Campanha da Noruega começou em abril e o Grafton foi colocado na Frota Doméstica ao voltar ao serviço, escoltando comboios para a Noruega até 11 de maio.

### Dunquerque
O Grafton escoltou os cruzadores rápidos HMS Arethusa e HMS Galatea durante o Cerco de Calais em 26 de maio enquanto proporcionavam suporte de artilharia para a 30ª Brigada Motorizada em terra. No dia seguinte evacuou aproximadamente 1,6 mil soldados das praias de De Panne e Bray ao nordeste de Dunquerque. O navio parou para resgatar sobreviventes do contratorpedeiro HMS Wakeful na manhã de 29 de maio depois deste ter sido torpedeado e afundado pela lancha motorizada alemã S-30. O Grafton estava resgatando os marinheiros próximo de Nieuwpoort, na Bélgica, quando foi atingido na popa por um torpedo lançado pelo submarino alemão U-62. O navio foi seriamente danificado e o acerto causou uma explosão secundária que danificou a ponte de comando, matando seu oficial comandante e outro oficial. Treze marinheiros e o gerente de cantina também foram mortos. A popa do Grafton foi destruída, mas ele ainda assim permaneceu flutuando por tempo suficiente para que todos os sobreviventes fossem resgatados pelo contratorpedeiro HMS Ivanhoe e pelo navio de transporte Malines. O Ivanhoe afundou o Grafton com artilharia porque estava muito danificado para ser rebocado.